# Provincia de Canchis
La provincia de Canchis es una de las trece provincias que conforman el departamento del Cuzco en el Perú. Limita por el norte con la provincia de Quispicanchi, por el este con el departamento de Puno, por el sur con la provincia de Canas y por el oeste con la provincia de Acomayo.

## Historia
Después de la independencia, fue fundada como provincia de Tinta. El 14 de octubre de 1833, en el gobierno del presidente Agustín Gamarra, la provincia de Tinta fue dividida en dos nuevas provincias: la provincia de Canchis y la provincia de Canas. El 29 de agosto de 1834, la ciudad de Sicuani se convirtió en la capital.

## Geografía
La provincia de Canchis está ubicada en la cuenca alta del río Urubamba, en el departamento de Cuzco (oficialmente departamento del Cusco), abarcando una superficie de 3999.27 km². Su posición geográfica está comprendida entre las coordenadas 14°30’ y 14°56’ de latitud sur y 71°24’ y 71°39’ de longitud oeste.
En el ámbito del territorio de Canchis, existe una altitud promedio de 3548 m s. n. m., la provincia de Canchis comprende los distritos de Combapata, Checacupe, Marangani, Pitumarca, San Pablo, San Pedro, Sicuani y Tinta.
Constituye una de las denominadas cuatro provincias altas del Cusco, junto con Canas, Espinar y Chumbivilcas, grupo del cual es referente por ser la más poblada, urbanizada y mejor conectada regionalmente.
La provincia de Canchis tiene una población aproximada de 97 000 habitantes.
Cuenta con una geografía privilegiada, por estar ubicada en la cordillera de Vilcanota, que la hace fácilmente accesible entre las demás provincias del sur del país, y además es el paso obligatorio en la ruta hacia Arequipa, Puno y Bolivia, a través de la carretera Panamericana de la sierra sur.

## División administrativa
La provincia está dividida en ocho distritos:
- Sicuani
- Checacupe
- Combapata
- Maranganí
- Pitumarca
- San Pablo
- San Pedro
- Tinta

## Capital
La capital de la provincia de Canchis es la ciudad de Sicuani, que tiene una población aproximada de 55 000 habitantes y se encuentra a 3554 m s. n. m.
Sicuani, es el centro político y administrativo de la provincia de Canchis. En cuanto a la población, representa el 60 % del total de la provincia, y viene a ser la segunda ciudad más poblada del departamento del Cusco, solo por detrás de la capital departamental. Es el centro económico y comercial de las provincias del sur de la región y constituye un nudo de comunicaciones entre los corredores Cusco-Puno-Arequipa.

## Autoridades

### Regionales
- Consejeros regionales
  - 2019-2022[1]

  1. Rolando Cornejo Sánchez (Movimiento Regional Inka Pachakuteq)
  2. Winder Pastor Canahuire Vera (Movimiento Regional Tawantinsuyo)

### Municipales
- 2019-2022[1]
  - Alcaldesa: Kari Erlinda Macedo Condori, del Movimiento Regional Tawantinsuyo.
  - Regidores:

  1. Elvira Hañari Quispe (Movimiento Regional Tawantinsuyo)
  2. Milagros Flores Solís (Movimiento Regional Tawantinsuyo)
  3. Pablo Cahuana Calle (Movimiento Regional Tawantinsuyo)
  4. Gerónimo Quispe Huillca (Movimiento Regional Tawantinsuyo)
  5. Yessica Prissila Tinta Gutiérrez (Movimiento Regional Tawantinsuyo)
  6. Brigitte Yamely Larico Cárdenas (Movimiento Regional Tawantinsuyo)
  7. Ricardo Salas Chambi (Movimiento Regional Inka Pachakuteq)
  8. Susana Ticona Mamani (Movimiento Regional Inka Pachakuteq)
  9. Isidro Molero Casani (El Frente Amplio por Justicia, Vida y Libertad)
  10. Óscar Celestino Quispe Solórzano (Restauración Nacional)
  11. Limber Lucio Roca Surco (Movimiento Regional Tawantinsuyo)

### Policiales
División policial Canchis:
1. Cnel. PNP Antonio Francisco Quispe Ynga

## Festividades
- Febrero: Carnavales (charango y bandurrias)
- 3.er domingo de junio: Festival Folclórico Internacional Raqchi
- 16 de agosto: Señor de Pampacucho
- 14 de octubre: Aniversario de creación de la provincia
- 1 y 2 de noviembre: Celebración del Día de Todos los Santos
- 4 de noviembre: Aniversario de la ciudad de Sicuani
- 8 de diciembre: Inmaculada Concepción